# Order of the Baobab

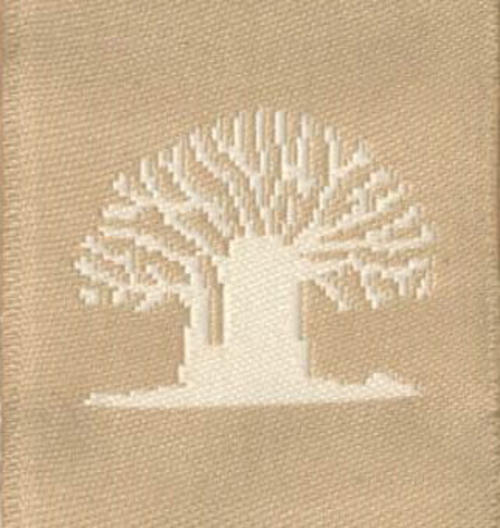
Bandschnalle

Der Order of the Baobab (deutsch Orden vom Affenbrotbaum) ist ein südafrikanischer Verdienstorden, der 2002 gestiftet wurde und vom südafrikanischen Präsidenten an Zivilpersonen vergeben wird. Er wird in den Kategorien Wirtschaft, Wissenschaft und Ehrenamt verliehen.
Der Orden ist nach dem Affenbrotbaum benannt und besteht aus drei Elementen: dem Affenbrotbaum, der in der traditionellen afrikanischen Kultur für Langlebigkeit steht; einem regelmäßigen Neuneck, das die neun Provinzen Südafrikas und die verschiedenen Wege des gesellschaftlichen Beitrags symbolisiert, und einem Kranz der Rinde des Baobab.

## Ordensklassen
1. Supreme Counsellor of the Order of the Baobab (SCOB) in Gold
2. Grand Counsellor of the Order of the Baobab (GCOB) in Silber
3. Counsellor of the Order of the Baobab (COB) in Bronze.

Alle drei Klassen werden als Medaille um den Hals getragen, es gibt sie darüber hinaus als Reversnadel.

## Bekannte Ordensträger
| Jahr | Träger                             | Klasse |
| ---- | ---------------------------------- | ------ |
| 2002 | Arthur Chaskalson                  | SCOB   |
| 2002 | Moses Mabhida (postum)             | SCOB   |
| 2002 | Ismail Mahomed (postum)            | SCOB   |
| 2002 | Adelaide Tambo                     | SCOB   |
| 2004 | Fabian Defu Ribeiro (postum)       | SCOB   |
| 2004 | Dolly Rathebe                      | SCOB   |
| 2004 | Allan Hendrickse                   | SCOB   |
| 2005 | Universität Fort Hare              | SCOB   |
| 2006 | Don Mattera                        | SCOB   |
| 2006 | Sheena Duncan                      | GCOB   |
| 2006 | Nyameko Barney Pityana             | GCOB   |
| 2006 | Wolfram Kistner                    | GCOB   |
| 2006 | Thandi Klaasen                     | GCOB   |
| 2007 | Joyce Piliso-Seroke                | GCOB   |
| 2007 | Sally Motlana                      | GCOB   |
| 2008 | Sydney Kentridge                   | SCOB   |
| 2008 | Wiseman Nkuhlu                     | GCOB   |
| 2008 | Njongonkulu Ndungane               | GCOB   |
| 2009 | Cyril Ramaphosa                    | GCOB   |
| 2009 | Roelf Meyer                        | GCOB   |
| 2010 | Joel Joffe                         | SCOB   |
| 2010 | James Mata Dwane (postum)          | SCOB   |
| 2011 | David Patrick Russell              | GCOB   |
| 2011 | William Sinclair Winship           | GCOB   |
| 2012 | John Dugard                        | SCOB   |
| 2012 | Danie G. Krige                     | GCOB   |
| 2013 | Colin Eglin                        | GCOB   |
| 2014 | Raymond Ackerman                   | GCOB   |
| 2014 | Chris Ball                         | GCOB   |
| 2014 | Alex Boraine                       | GCOB   |
| 2014 | Katrina Esau                       | GCOB   |
| 2014 | Dawid Kruiper (postum)             | GCOB   |
| 2014 | Frederik van Zyl Slabbert (postum) | GCOB   |
| 2014 | Tshepo Thobakgale Khumbane         | COB    |
| 2014 | Abraham September (postum)         | COB    |
| 2015 | Christopher Dugard                 | SCOB   |
| 2015 | Yvonne Mokgoro                     | COB    |
| 2016 | Marina Nompinti Maponya (postum)   | SCOB   |
| 2016 | Helen Rees                         | GCOB   |
| 2018 | Dikgang Moseneke                   | GCOB   |